# Cơ Long (lớp tàu khu trục)
Tàu khu trục lớp Cơ Long (Tiếng Trung: 基隆/Kee Lung) là lớp tàu khu trục mang tên lửa dẫn đường (DDG) chủ lực đang phục vụ trong biên chế Hải quân Trung Hoa Dân Quốc (ROCN). Lớp tàu Cơ Long thực chất không phải là một lớp tàu được đóng mới cho ROCN. Các tàu chiến này trước đây thuộc lớp tàu khu trục Kidd của Mỹ, đã được Hải quân Mỹ cho ngừng hoạt động vào năm 1998. Sau đó được chuyển giao cho Trung Hoa Dân Quốc vào năm 2001.

## Lịch sử phát triển

### Phục vụ trong Hải quân Liên bang Mỹ (US Navy)
Tàu khu trục lớp Kidd là một loạt bốn tàu chiến được thiết kế dựa trên nền tảng tàu khu trục lớp Spruance và tàu tuần dương tên lửa sử dụng năng lượng hạt nhân lớp Virginia. Tàu khu trục lớp Kidd được thừa hưởng khả năng chống ngầm hiệu quả của Spryuens, đồng thời được tăng cường thêm hệ thống phòng không hiện đại. Bốn tàu khu trục lớp Kidd ban đầu có tên lần lượt là Rurush, Dariusz, Nadir và Anushirwan được đóng tại Nhà máy đóng tàu Litton thuộc Ingalls Shipbuilding tại Pascagoula, Mississippi theo đơn đặt hàng của Hải quân Đế quốc Iran (IIN), nhưng việc bùng nổ sự kiện Cách mạng Hồi giáo Iran năm 1979 và lật đổ Shah Mohammad Reza Pahlavih đã đặt dấu chấm hết cho hợp tác quân sự giữa hai nước. Bốn chiếc tàu khu trục đã được phía Mỹ hoàn thiện và đưa vào biên chế trong Hải quân Liên bang Mỹ, được định danh lớp Kidd.

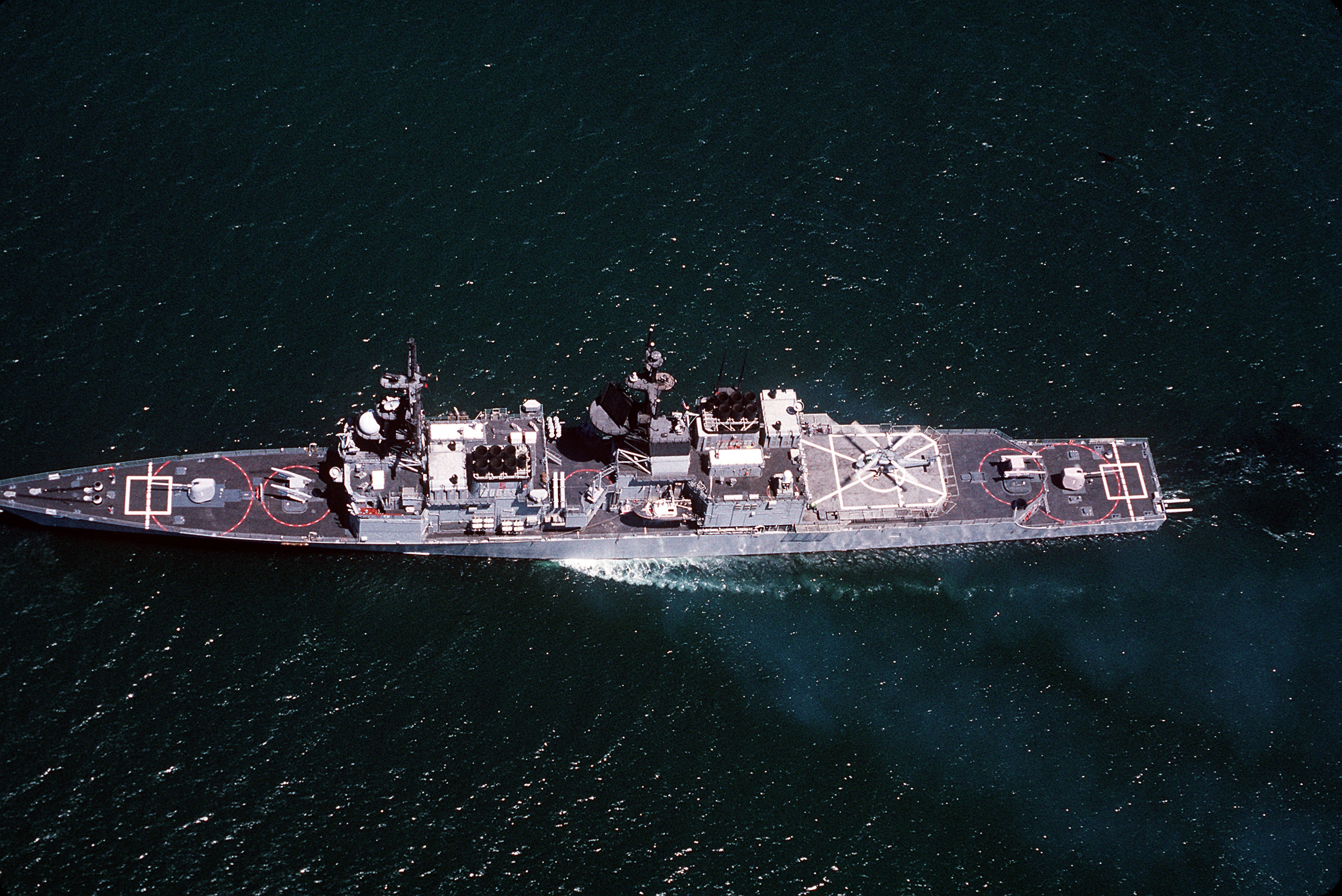
Toàn cảnh tàu USS Chandler (DDG-996) nhìn từ trên không.

Được thiết kế để hoạt động trong vùng khí hậu nóng ẩm của Vịnh Ba Tư, các tàu này được trang bị hệ thống điều hòa nhiệt độ và hệ thống lọc tiên tiến để xử lý bụi và cát. Các tàu khu trục lớp Kidd hoạt động trong biên chế Hải quân Mỹ gần 20 năm, từ những năm 1980 đến cuối năm 1990, các tàu được thủy thủ định danh vui là lớp Ayatollah (phẩm cấp cao cấp của Hồi giáo) hoặc Đô đốc tử trận (dead admiral) vì các tàu trong lớp Kidd được đặt theo tên những đô đốc Hải quân Mỹ đã hi sinh tại Mặt trận Thái Bình Dương trong Chiến tranh thế giới thứ hai:
- USS Kidd (DDG-993)  được đặt tên theo Chuẩn Đô đốc Isaac C. Kidd, thuyền trưởng tàu thiết giáp USS Arizona (BB-39), hi sinh ngày 07 Tháng 12 năm 1941 trong trận Trân Châu Cảng. Tàu được đặt lườn vào tháng 06 năm 1978, được hoàn thiện vào tháng 08 năm 1979 và đưa vào hoạt động tháng 06 năm 1981.
- USS Callaghan (DDG-994)  được đặt tên theo Chuẩn Đô đốc Daniel J. Callaghan, thuyền trưởng tàu tuần dương USS San Francisco (CA-38), hi sinh ngày 13 tháng 11 năm 1942 trong trận Hải chiến Guadalcanal. Tàu được đặt lườn vào tháng 10 năm 1978, được hoàn thiện vào tháng 12 năm 1979 và đưa vào hoạt động tháng 09 năm 1981.
- USS Scott (DDG-995)  được đặt tên theo Chuẩn Đô đốc Norman Scott, thuyền trưởng tàu tuần dương USS Atlanta (CL-51), hi sinh trong trận Hải chiến Guadalcanal. Tàu được đặt lườn vào tháng 02 năm 1979, được hoàn thiện vào tháng 03 năm 1980 và đưa vào hoạt động tháng 10 năm 1981.
- USS Chandler (DDG-996)  được đặt tên theo Chuẩn Đô đốc Theodore Chandler, thuyền trưởng tàu tuần dương USS Louisville (CA-28), hi sinh ngày 07 tháng 05 năm 1945. Tàu được đặt lườn vào tháng 05 năm 1979, được hoàn thiện vào tháng 08 năm 1980 và đưa vào hoạt động tháng 03 năm 1982.
Từ năm 1988 đến năm 1990, Hải quân Mỹ đã tiến hành hiện đại hóa tàu khu trục lớp Kidd. Trong quá trình nâng cấp, tàu đã được tích hợp một số thiết bị công nghệ mới từ tàu tuần dương lớp Ticonderoga.

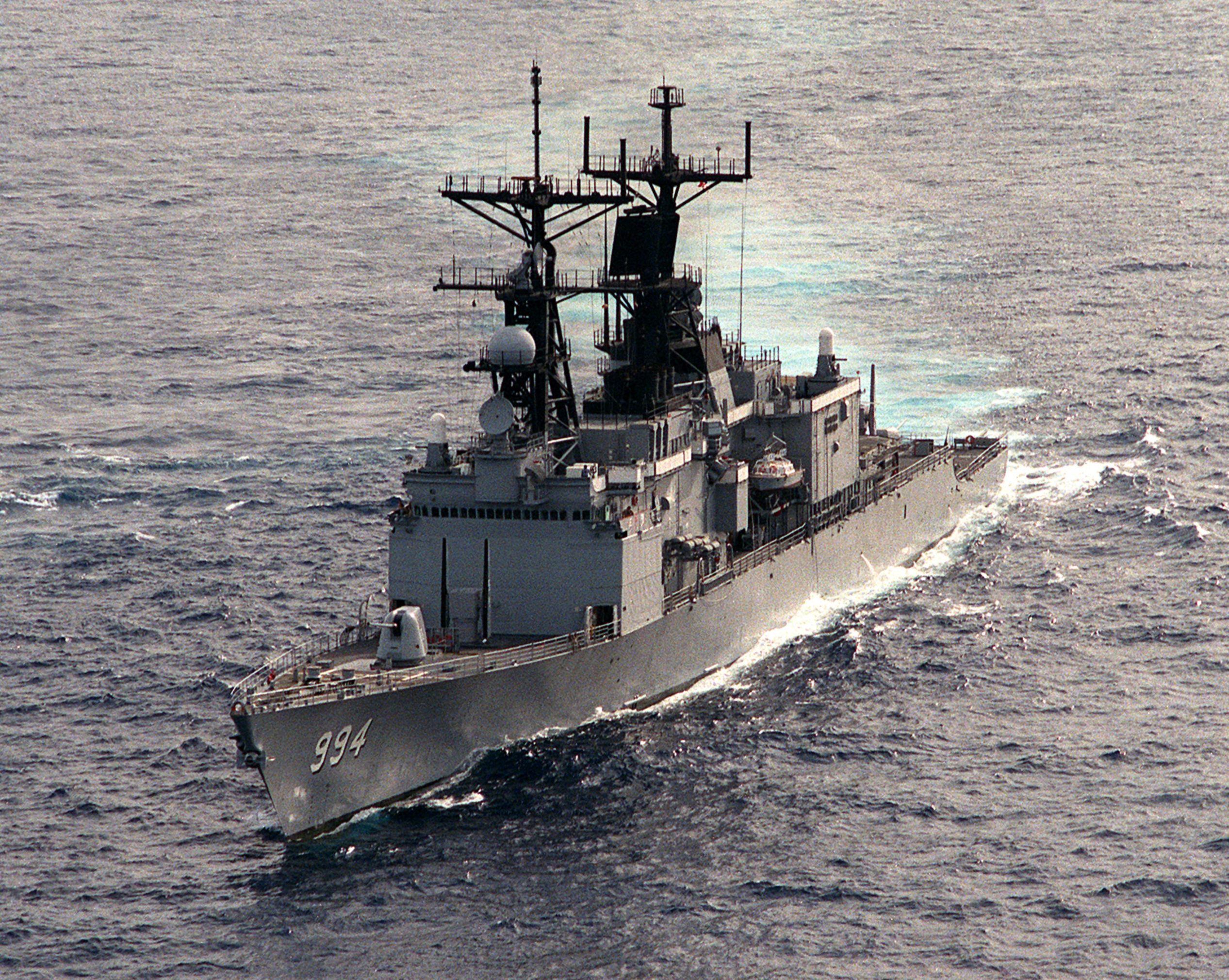
USS Callaghan (DDG-994), hiện nay là ROCS Tô Áo (DDG-1802).
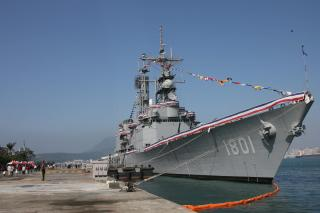
ROCS Cơ Long (DDG-1801) năm 2007.
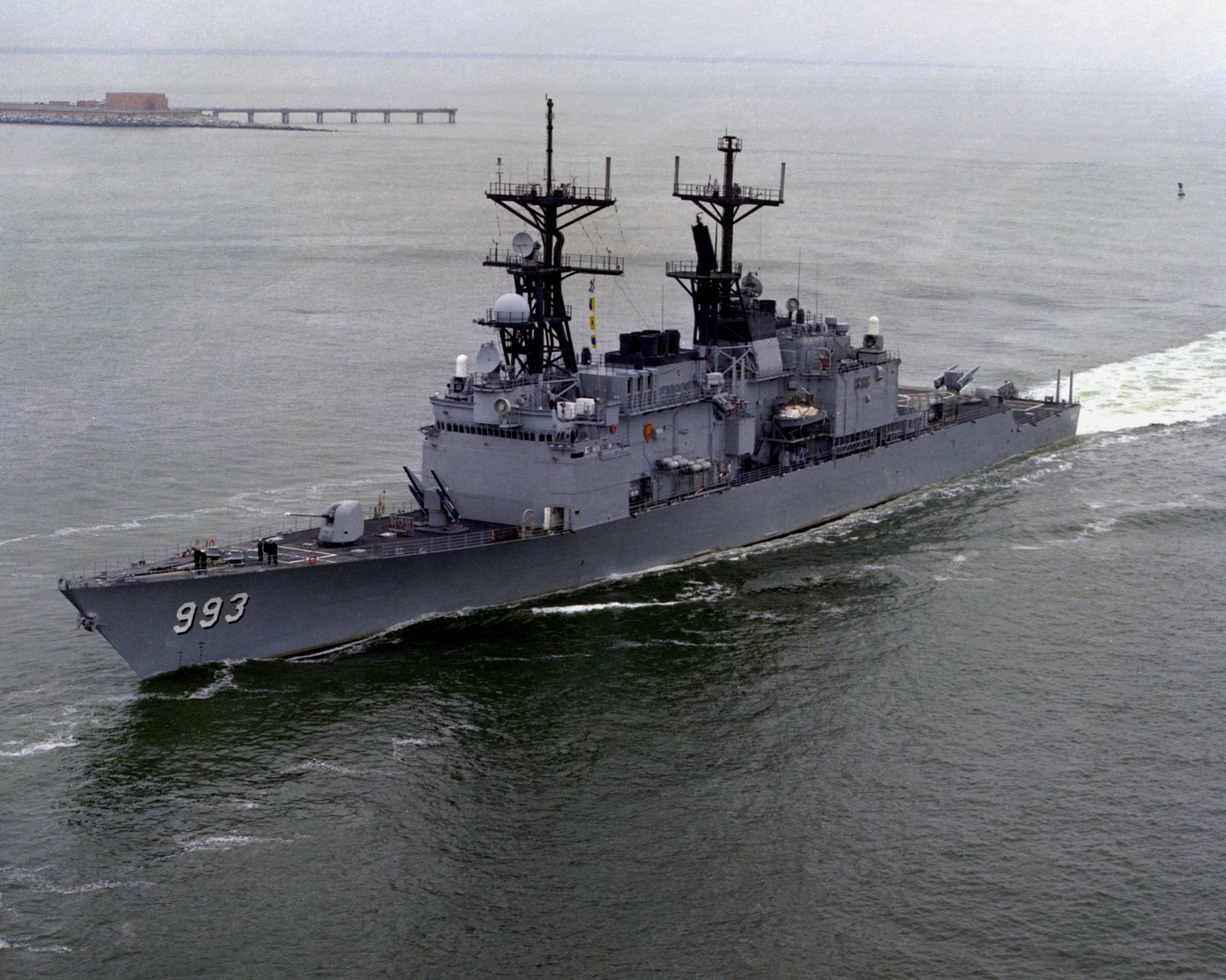
USS Kidd (DDG-993) năm 1984, hiện nay là ROCS Tả Doanh (DDG-1803).
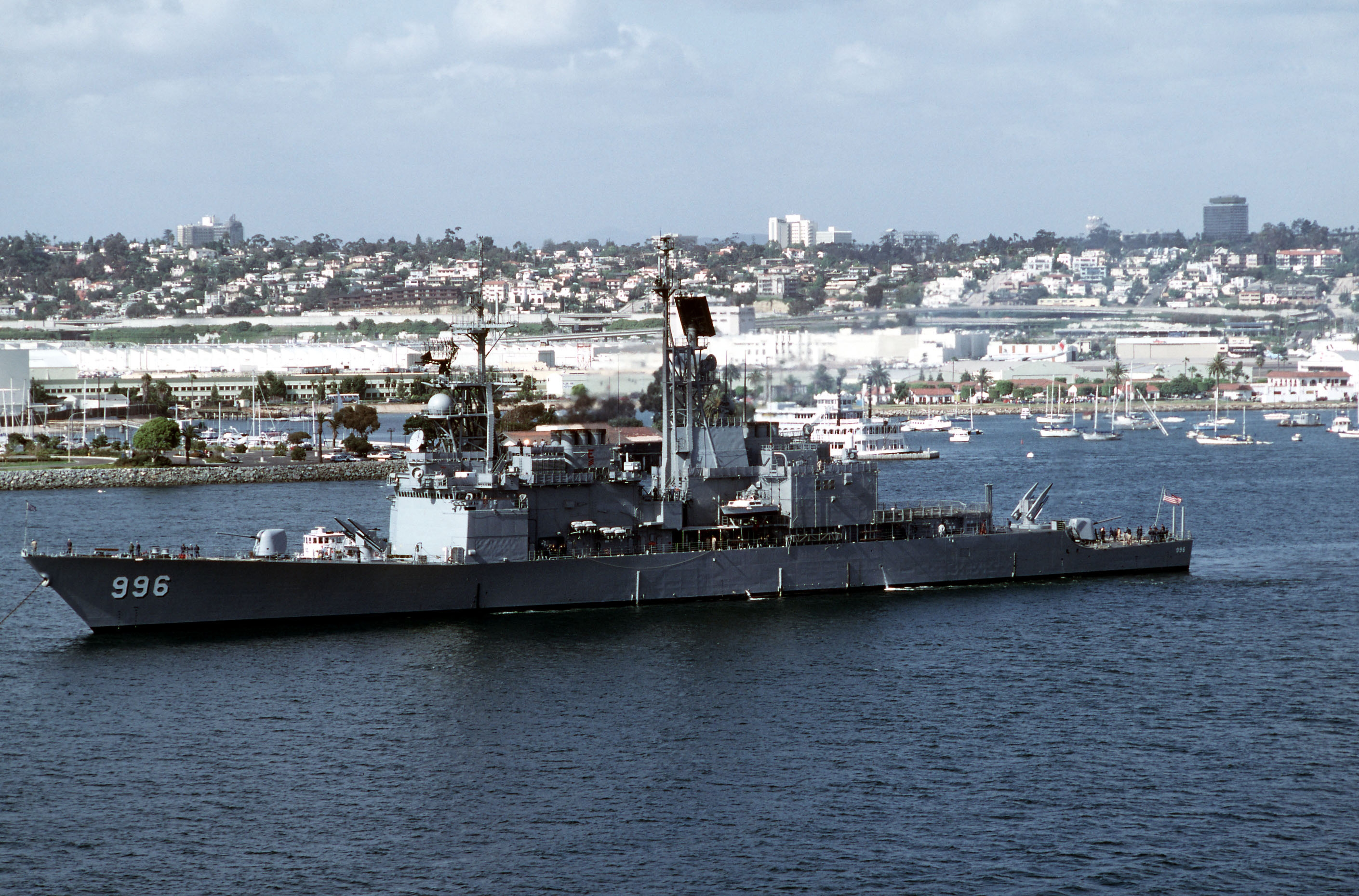
USS Chandler (DDG-996), hiện nay là ROCS Mã Công (DDG-1805).

### Ngừng hoạt động và chào bán ra nước ngoài
Đến năm 1990 do ngân sách bị cắt giảm cùng với sự ra đời của thế hệ tàu khu trục lớp Arleigh Burke, Hải quân Mỹ đã cho bốn tàu khu trục lớp Kidd ngừng hoạt động. Phía Mỹ đã cho tân trang lại số tàu này, thay thế hệ thống điện tử và chào bán. Ban đầu các tàu khu truc lớp Kidd dự kiến được chào bán đến Úc vào năm 1997 với giá 30 triệu đô la mỗi chiếc. Vào năm 1999, hợp đồng trên đã bị phía Úc từ chối, sau khi xảy ra một số vấn đề phát sinh trong việc Hải quân Hoàng gia Úc mua lại hai tàu đổ bộ lớp Newport từ Hải quân Mỹ vào năm 1994. Trong tháng 12 năm 1998, Bộ Quốc phòng Mỹ đã thông báo rằng phía Hy Lạp đã đề nghị Mỹ xuất khẩu cho hải quân nước này các tàu khu trục lớp Kidd. Tuy nhiên, hợp đồng này sau đó cũng đã bị hủy bỏ do không được Quốc hội Hy Lạp thông qua. 

### Phục vụ trong Hải quân Trung Hoa Dân Quốc (ROCN)
Chính phủ Liên bang Mỹ đã bán tất cả bốn tàu khu trục lớp Kidd cho Đài Loan vào năm 2001. Các tàu đã được chuyển giao cho ROCN theo chương trình Kuang Hua VII. Đối với đồng minh Đài Loan, Mỹ đã bán số tàu này với giá khá rẻ. Đài Loan mua được với giá là 732 triệu đô la cho cả bốn chiếc bao gồm cả nâng cấp sửa chữa, huấn luyện thủy thủ đoàn, cung cấp một cơ số đạn là 148 tên lửa phòng không RIM-66L-2 Standard SM-2MR Block IIIA và 32 tên lửa chống hạm RGM-84 Harpoon. Lớp Kidd là lớp tàu khu trục lớn nhất và lớp tàu lớn thứ hai trong biên chế của ROCN, chỉ nhỏ hơn so với tàu đổ bộ ROCS Hsu Hai (LSD-193).
Ban đầu, ROCN dự kiến chuyển đổi tên lớp tàu khu trục Kidd thành Chi Teh (紀德), là tên chuyển ngữ của Kidd sang Tiếng Trung Quốc. Nhưng sau đó chinh phủ Đài Loan đã quyết định đặt tên cho lớp tàu theo tên thành phố Cơ Long, một thành phố cảng lớn ở khu vực đông bắc Đài Loan.
ROCS Cơ Long (基隆, DDG-1801) được chính thức nhập biên chế vào ngày 17 tháng 12 năm 2005. Trước khi chuyển giao, tàu đã được phía Mỹ sửa chữa, nâng cấp sàn đáp trực thăng tại Nhà máy đóng tàu Detyens ở Bắc Charleston, Nam Carolina. Sau khi nâng cấp, Cơ Long là tàu duy nhất thuộc lớp này được trang bị hệ thống sàn đáp tăng cường LAMPS III. Điều này cho phép tàu có thể tiếp nhận 2 trực thăng chống tàu ngầm mới loại Sikorsky SH-60 Seahawk, so với các tàu cùng lớp.
ROCS Tô Áo (蘇澳, DDG-1802) được mua bởi Trung Hoa Dân Quốc vào ngày 30 tháng 5 năm 2003, được chính thức nhập biên chế vào ngày 17 tháng 12 năm 2005. Tô Áo dự kiến được đặt tên là Ming Teh (明德), nhưng sau đó chuyển đổi thành Tô Áo, theo tên của thị trấn Tô Áo, huyện Nghi Lan, miền đông Đài Loan. Thị trấn Tô Áo là nơi đặt trụ sở của Căn cứ hải quân Tô Áo, cảng nhà của bốn tàu khu trục lớp Cơ Long.
ROCS Tả Doanh (左營, DDG-1803) được chính thức nhập biên chế vào ngày 3 tháng 11 năm 2006. Tả Doanh được đặt tên theo của quận Tả Doanh, thành phố Cao Hùng, miền nam Đài Loan. Quận Tả Doan là nơi đặt trụ sở của Học viện Hải quân và Bộ Tư lệnh Hải quân Trung Hoa Dân Quốc.
ROCS Mã Công (馬公, DDG-1805) được chính thức nhập biên chế vào ngày 3 tháng 11 năm 2006. Mã Công được đặt tên theo của huyện lỵ Mã Công, huyện Bành Hồ, tỉnh Đài Loan.

Tàu khu trục lớp Cơ Long có chiều dài 172 m, có lượng choán nước tiêu chuẩn 6.950 tấn và khi đầy tải là 9.574 tấn. Mỗi tàu có đội thủy thủ đoàn lên đến 363 người. Tàu Cơ Long được đánh giá là tàu khu trục lớn thứ 4 trên thế giới hiện nay. Nhiệm vụ chính của tàu khu trục lớp Cơ Long là phòng không, săn ngầm và chống tàu chiến mặt nước của đối phương. Ngoài ra, tàu cũng có thể được dùng để yểm trợ hỏa lực cho các lực lượng đổ bộ. 

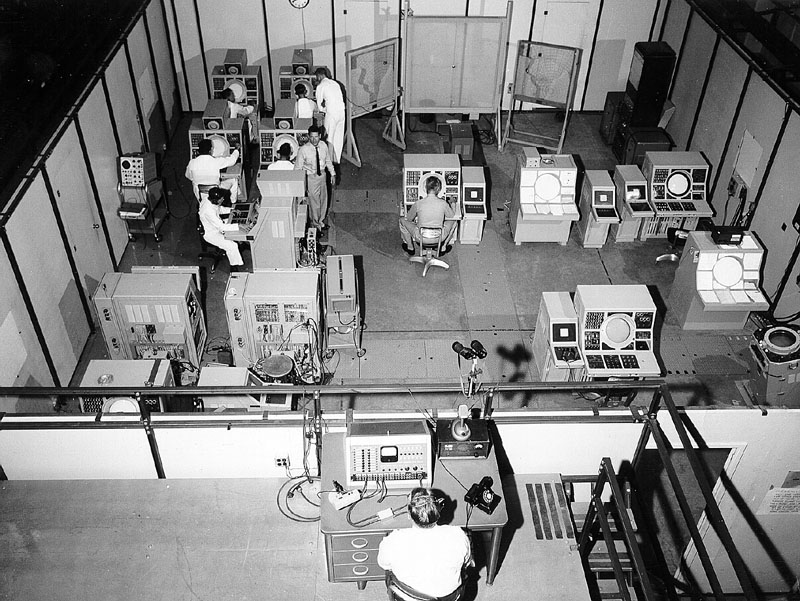
Hệ thống mô phỏng dùng cho công tác huấn luyện của Hệ thống dữ liệu chiến thuật hải quân (NTDS).

## Hệ thống dữ liệu chiến thuật hải quân (NTDS)
Tàu khu trục lớp Cơ Long được trang bị Hệ thống dữ liệu chiến thuật hải quân (NTDS), thông tin từ các thiết bị thu nhận của tàu đều được tập trung vào hệ thống NTDS. Sau đó, NTDS sẽ đánh giá mối đe dọa, ưu tiên mục tiêu, lập kế hoạch và lựa chọn loại vũ khí để tiêu diệt.
Các tàu lớp Cơ Long còn được lắp đặt hệ thống tự động tìm kiếm và khoanh vùng khu vực hỏng hóc hoặc tổn thất, tự động đóng cửa và nắp các khoang, khởi động máy bơm nước và hệ thống cứu hỏa tự động. Tàu được thiết kế theo module, giảm thiểu tối đa thời gian sửa chữa và loại trừ các tổn thất trong chiến đấu bằng giải pháp thay thế các block bị phá hủy. Tàu  được áp dụng các biện pháp đặc biệt nhằm giảm thiểu trường thủy âm như hệ thống giảm rung thủy lực và các bộ khí tài cách âm, hệ thống Prarie, cung cấp dòng không khí qua các lỗ ở đuôi tàu vào cánh chân vịt và trục chân vịt, hệ thống Masker đẩy các bong bóng nước xuống dưới đáy tàu.

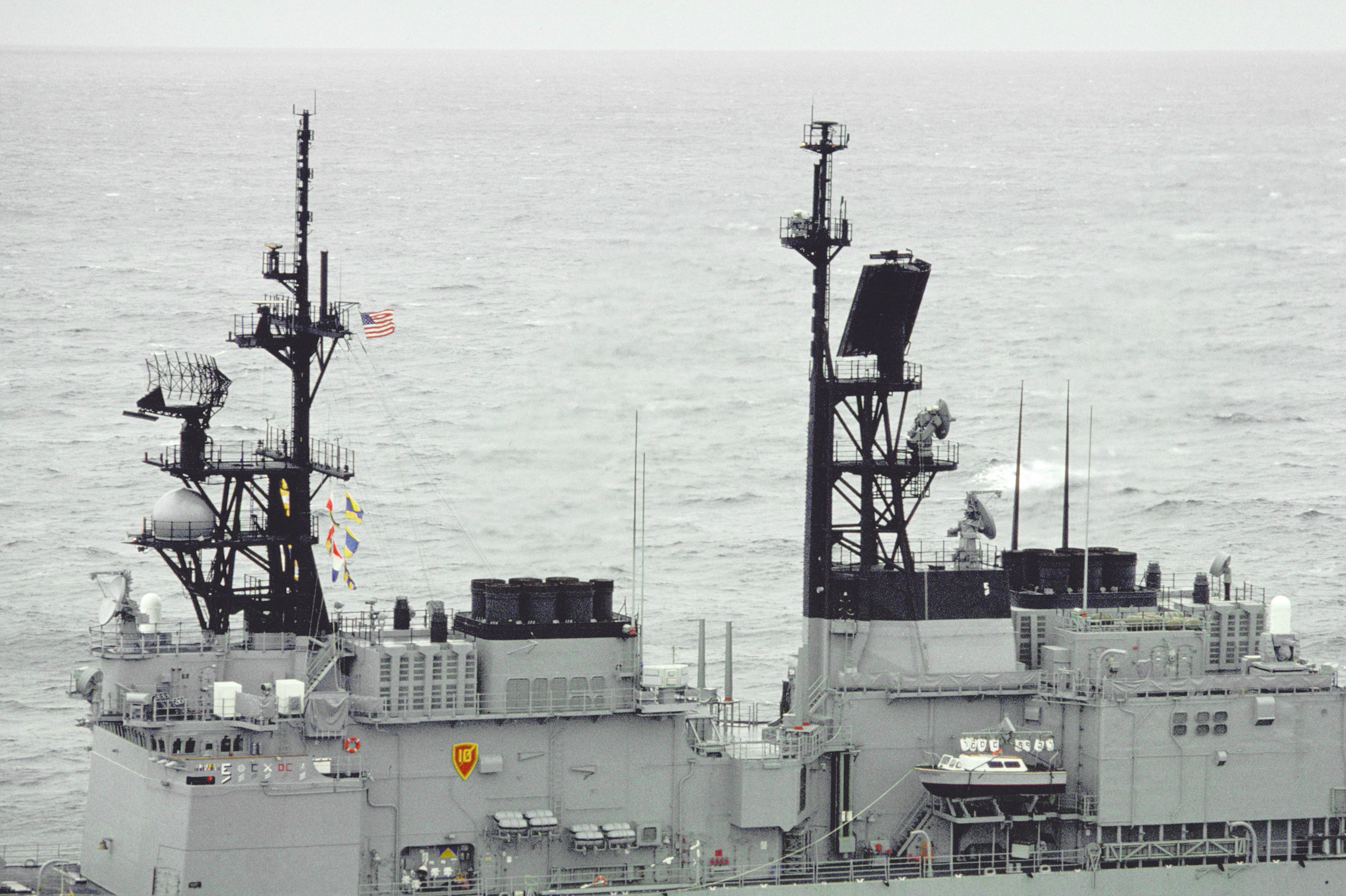
Hệ thống cảm biến/radar của tàu USS Kidd (DDG-993).

## Cảm biến/radar
Hệ thống radar trên tàu gồm: radar định vị phát hiện mục tiêu nổi AN/SPS-55; radar định vị phát hiện mục tiêu trên không 3D AN/SPS-48E hoạt động trên băng tần sô E và F, tầm hoạt động 410 km, độ cao tìm kiếm 30.000m, AN/SPS-48E cung cấp thông tin cự ly, phương hướng, độ cao mục tiêu; radar chuyển hướng, dẫn đường Raytheon AN/SPS-64V9; radar điều khiển hỏa lực AN/SPG-60; radar đa năng vừa trinh sát vừa kiểm soát hỏa lực AN/SPQ-9A; sonar kết hợp chủ/bị động phát hiện và xác định vị trí tàu ngầm AN/SQS-53D. Anten của AN/SQS-53D được được gắn cố định trong quả cầu hình giọt nước ở mũi tàu, anten được tách rời khỏi các khoang trên tàu bằng bộ phận cách âm, giảm tối thiểu nhiễu thủy âm khi sonar hoạt động.
Hệ thống chiến tranh điện tử tích hợp AN/SLQ-32V3 kết hợp thiết bị phóng mồi bẫy Mk-36 SRBOC dùng để dò tìm tín hiệu vô tuyến phát từ radar tàu và tên lửa đối phương, đồng thời phát tín hiệu gây nhiễu gây khó khăn cho đối phương trong việc phát hiện và tấn công tàu. Ngoài ra, tàu còn có hệ thống nhử mồi ngư lôi kiểu mảng kéo AN/SLQ-25 Nixie, SLQ-25 bao gồm một số mồi bẫy được kéo bằng dây phía sau tàu. Những mồi bẫy này sẽ có khả năng mô phỏng tiếng động phát ra đúng với tần số của các thiết bị trong tàu như động cơ, buồng máy với cường độ lớn hơn để lôi kéo các loại ngư lôi sử dụng đầu dò sonar thụ động về phía nó thay vì lao về phía tàu chiến.

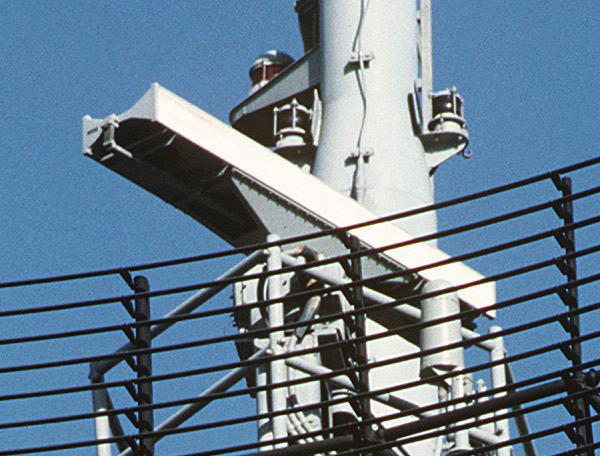
Radar định vị phát hiện mục tiêu nổi AN/SPS-55.
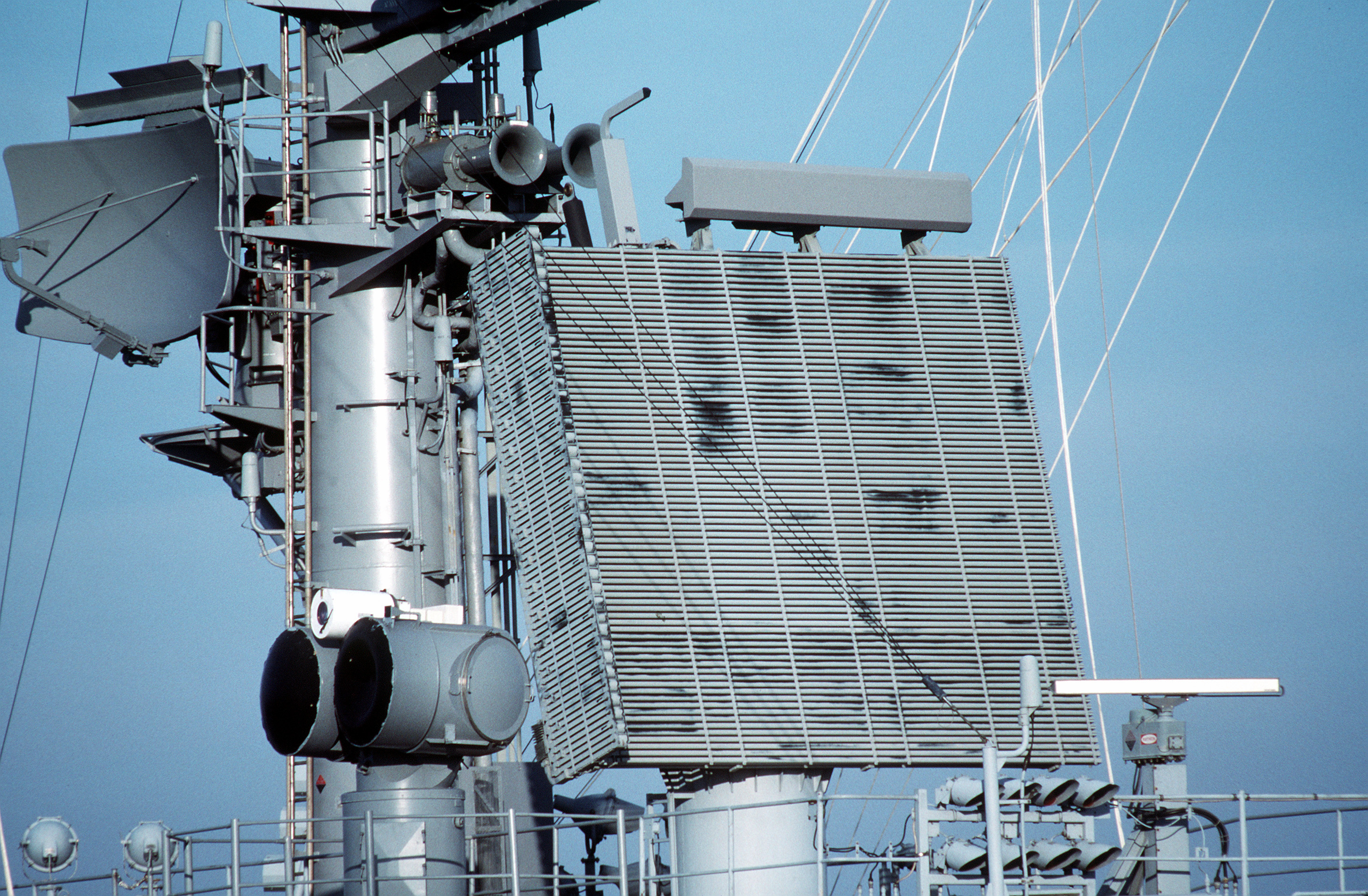
Radar định vị phát hiện mục tiêu trên không 3D AN/SPS-48E.
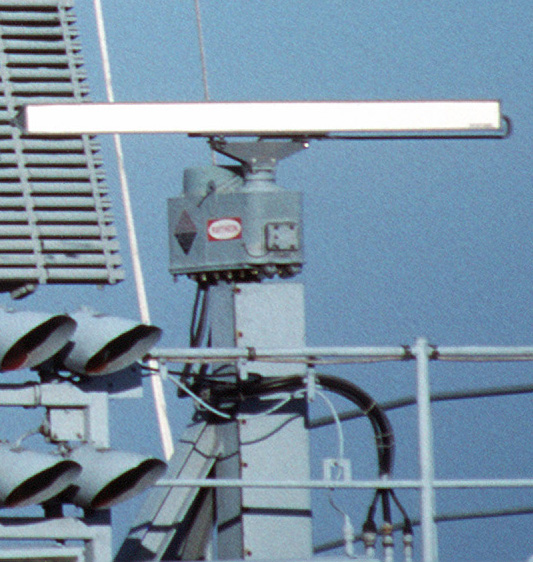
Radar chuyển hướng, dẫn đường Raytheon AN/SPS-64V9.
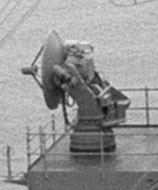
Radar điều khiển hỏa lực AN/SPG-60.
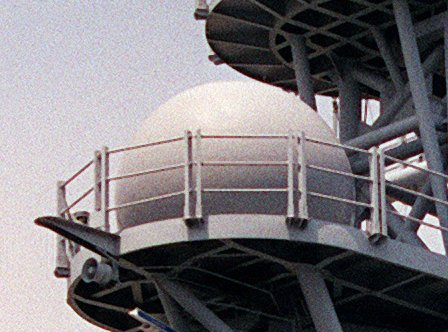
Radar đa năng vừa trinh sát vừa kiểm soát hỏa lực AN/SPQ-9A.
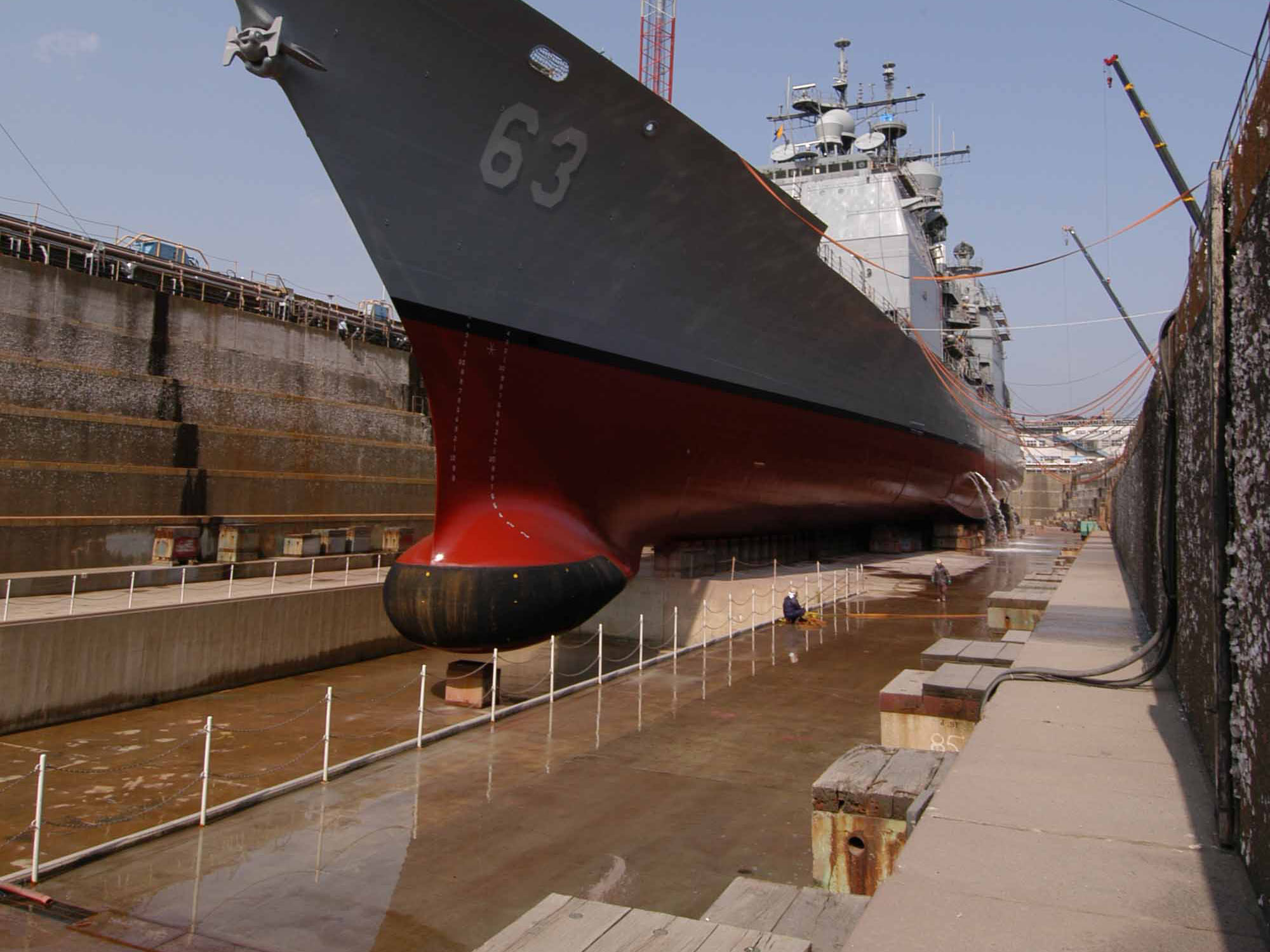
Sonar kết hợp chủ/bị động phát hiện và xác định vị trí tàu ngầm AN/SQS-53D.
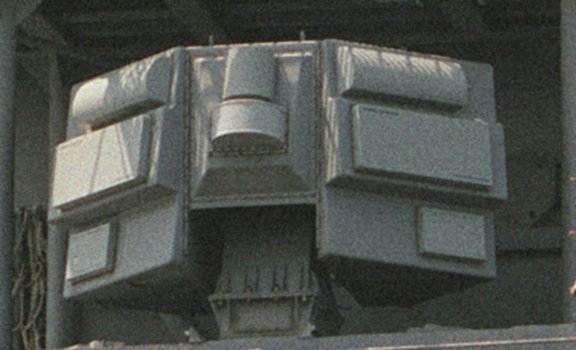
Hệ thống chiến tranh điện tử tích hợp AN/SLQ-32V3.
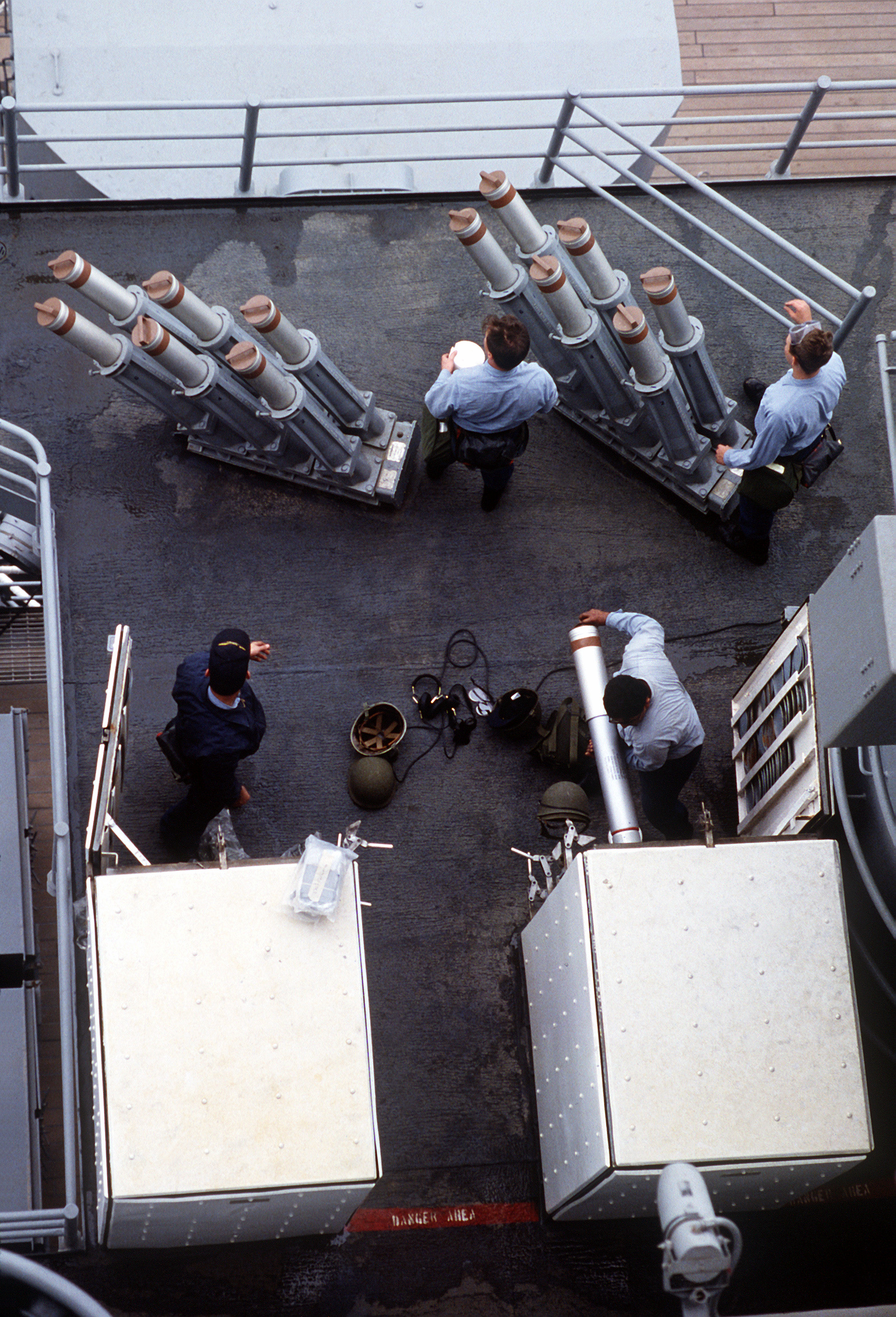
Thiết bị phóng mồi bẫy Mk-36 SRBOC.
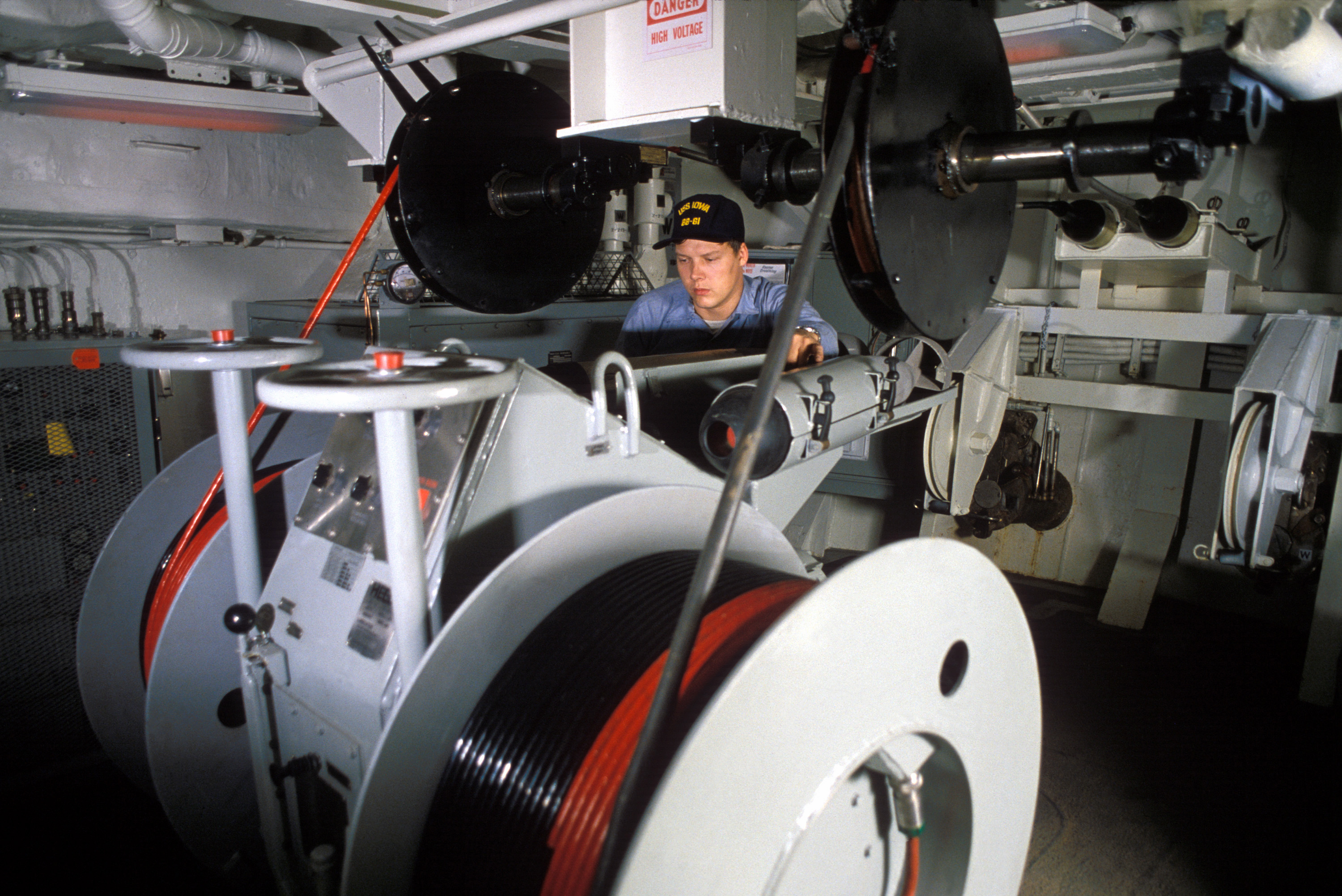
Hệ thống nhử mồi ngư lôi kiểu mảng kéo AN/SLQ-25 Nixie.

## Hệ thống thông tin liên lạc
Hệ thống thông tin liên lạc trên tàu được kiểm soát bởi hệ thống NACMAVS. Hệ thống này với sự hỗ trợ của các hệ thống liên lạc vệ tinh, hệ thống liên kết dữ liệu cho phép thực hiện việc kết nối thông tin trên tàu với tốc độ cao. Các thiết bị thông tin liên lạc khác bao gồm các đài radio UHF, VHF và HF.

## Tên lửa

### Tên lửa phòng không RIM-66L-2 Standard SM-2MR Block IIIA
Ở phía trước và sau tàu được lắp đặt hai ray phóng đôi MK-26 dùng để phóng tên lửa phòng không RIM-66L-2 Standard SM-2MR Block IIIA (cơ số tên lửa trên tàu lên đến 62 quả). Những ray phóng đôi này không cho phép khai hỏa tên lửa với tốc độ nhanh mà sau mỗi loạt phóng lại phải tái nạp một lần và còn phải lựa chọn chủng loại tên lửa cho phù hợp.
RIM-66L-2 Standard-2 Medium Range Block IIIA là phiên bản nâng cấp cuối cùng của dòng tên lửa SM-2MR, được Tập đoàn Raytheon (Mỹ) nghiên cứu phát triển và đưa vào sử dụng trong những năm 1990. RIM-66M-2 được trang bị hệ thống dò tìm đôi IR/SARH, hệ thống dò tìm hồng ngoại IR gắn bên cạnh tên lửa và một động cơ phụ tăng cường lực đẩy Mk-72 ứng dụng hệ thống kiểm soát lực đẩy vector để điều chỉnh đường bay và không có vây ổn định. Tên lửa SM-2ER Block 3A được dẫn đường qua 3 giai đoạn. Giai đoạn đầu tên lửa sẽ được đưa ra khỏi ống phóng Mk-41 bằng tầng đẩy phụ Mk-72. Tên lửa thiết lập các thông số liên lạc với tàu Aegis. Giai đoạn này tên lửa được dẫn hướng bằng quán tính.Giai đoạn giữa tên lửa tách bỏ tầng đẩy phụ Mk-72 và kích hoạt động cơ tên lửa nhiên liệu rắn lực đẩy kép Mk-104. Giai đoạn này tên lửa được dẫn hướng thông qua radar AN/SPY-1D của tàu phóng. Giai đoạn cuối tên lửa được dẫn bằng radar bán chủ động. Mỗi quả tên lửa SM-2ER Block 3A có giá khoảng 3 triệu đô la.
Năm 2007, Hải quân Đài Loan đã đặt mua thêm từ Mỹ 100 tên lửa SM-2MR để đảm bảo đầy đủ cơ số đạn nhằm tăng cường khả năng chiến đấu của các tàu khu trục lớp Cơ Long.

### Tên lửa chống hạm RGM-84L Harpoon
Về vũ khí chống hạm, tàu được trang bị 2 bệ phóng Mk-141, mỗi bệ 4 ống phóng tên lửa chống hạm RGM-84L Harpoon. Do được thiết kế theo phương nằm nghiêng và đặt đối xứng nhau, hệ thống Mk-141 rất cồng kềnh, tốn nhiều diện tích trên tàu. Khi phóng tên lửa, tàu phải xoay ngang làm tăng độ bộc lộ trước đối phương và mỗi lần chỉ phóng được 50% cơ số tên lửa Harpoon mang theo.
RGM-84L Harpoon do Công ty MacDonnell Douglas (hiện nay là thuộc Tập đoàn Boeing, Mỹ) phát triển. RGM-84L là một tên lửa hành trình có cấu trúc khí động học thông thường. Như bất kỳ tên lửa hành trình hiện đại nào, tên lửa RGM-84L có các bộ phận chính là vỏ lượn gồm thân, cánh, đuôi, động cơ xuất phát thường là động cơ tên lửa, động cơ hành trình thường là động cơ phản lực không khí và hệ thống điều khiển và khối tự hủy. Tên lửa có cánh hình chữ thập, cánh thăng bằng và ống hút khí nửa chìm. Tên lửa có thể được trang bị thêm máy gia tốc. Để khởi động cho tên lửa, người ta sử dụng động cơ đẩy nhiên liệu rắn có thể tháo rời. Sau khi được phóng đi với một tốc độ nhất định, động cơ tuabin phản lực bắt đầu làm việc. Khi tên lửa bay ở độ cao 10-15 mét, tên lửa được điều khiển bằng hệ thống điều khiển quán tính và ở cuối quỹ đạo tên lửa được dẫn hướng tới mục tiêu bằng đầu dò radar chủ động để bám sát và khóa mục tiêu. Sau đó, hệ thống điều khiến quán tính đưa tên lửa xuống độ cao rất thấp, khoảng 3 – 5 m. Ở độ cao này, tên lửa tiếp tục quá trình điều khiển bằng dữ liệu nạp vào tên lửa và hệ thống điều khiển quán tính tiếp tục điều khiển tên lửa cho đến khi tên lửa trúng mục tiêu.
Khối dẫn quán tính được sử dụng để dẫn tên lửa Harpoon theo quỹ đạo hành trình xác định tới nơi có mục tiêu trước khi kích hoạt đầu tự dẫn radar chủ động khóa bám mục tiêu. Khối dẫn quán tính bao gồm 1 máy tính kiểm soát trạng thái hành trình và lập lệnh điều khiển cánh lái, 1 khối cảm biển gia tốc thẳng và gia tốc góc và 1 khối cập nhật dữ liệu máy đo cao vô tuyến. Dựa trên tham số hành trình được nạp trước khi phóng và các tham số gia tốc, độ cao trong hành trình của đạn, máy tính của khối dẫn quán tính tiến hành tính toán và lập lệnh điều khiển cánh lái chỉnh đạn bay theo đúng hành trình dự kiến tới mục tiêu. Máy tính của khối dẫn quán tính cũng là nơi lập lệnh kích hoạt khối tự huỷ nếu sai số dẫn vượt quá tham số khống chế.
Tên lửa được dẫn hướng tới mục tiêu bằng một đầu dò radar dẫn đường chủ động. Radar có nhiệm vụ xác định liên tục tọa đọ các tham số chuyển động của tên lửa cung cấp các số liệu cần thiết và dẫn tên lửa chuyển động theo hướng bay xác định tới mục tiêu. Cấu tạo của radar dẫn đường bao gồm khối anten, khối phát, khối thu và khối xử lý tín hiệu. Các khối này được gắn trên khung đế đầu tự dẫn và được nắp chụp bảo vệ. Nắp chụp đầu tự dẫn có hình chóp elíp đảm bảo độ lợi khí động khi tên lửa Harpoon bay trong tốc độ hành trình cận âm.
RGM-84L Harpoon có chiều dài 4,64m, đường kính thân 0,34m, trọng lượng khi phóng 682 kg, được lắp đầu đạn thuốc nổ phân mảnh khối lượng 145 kg có độ xuyên phá cao, được thiết kế để tiêu diệt các tên lửa, ngư lôi, tàu pháo, tàu mặt nước có lượng giãn nước 5.000 tấn và các tàu vận tải.
Để có thể bay là là trên mặt biển ở độ cao thấp từ 3 đến 5 m, RGM-84L sử dụng một radar đo cao, bao gồm thiết bị thu phát và hai anten. Radar này có độ chính xác khá cao (1 m) và cho phép xác định độ cao của tên lửa trong phạm vi từ 1 đến 5.000 m ngay cả khi nó thay đổi đổi quỹ đạo bay. Trọng lượng của thiết bị đo độ cao khoảng 4,5 kg, được tích hợp trên bo mạch, tiêu thụ công suất 20 W.
Tên lửa chống hạm RGM-84L được lắp hai động cơ bao gồm động cơ khởi động và động cơ hành trình. Động cơ khởi động tên lửa tạo gia tốc ban đầu cho tên lửa chuyển động, khi đạt độ cao ổn định động cơ tuabin phản lực cánh quạt đẩy chính sẽ khởi động đưa tên lửa tới mục tiêu với vận tốc cận âm 280 m/s (Mach 0,8), tầm bắn 130 km. Động cơ hành trình là động cơ tuabin phản lực, động cơ có lực đẩy tối đa 450 kg, đường kính 330 mm, chiều dài 850mm, nặng 82 kg, sử dụng nhiên liệu dầu.
Khối tự huỷ của tên lửa RGM-84L được bố trí phía sau đầu đạn và nhận lệnh kích nổ huỷ tên lửa trong các trường hợp tên lửa bay chệch hành trình dự kiến quá 1 tham số khống chế, hoặc khi tên lửa không gặp mục tiêu theo tham số ngắm bắn do hệ thống điều khiển bắn trên tàu mẹ cung cấp.

### Tên lửa chống hạm Hùng Phong III
Cuối năm 2008, Đài Loan đã tiến hành nâng cấp DDG-1802 Tô Áo, tên lửa chống hạm Harpoon của Mỹ được thay thế bằng tên lửa siêu âm chống hạm nội địa Hùng Phong-III. Hùng Phong III là loại tên lửa chống hạm thứ ba trong dòng tên lửa Hùng Phong do Viện Khoa học và Công nghệ Trung Sơn tại Đài Loan phát triển. Có khá ít thông tin về loại vũ khí này được công bố trừ việc nó là loại tên lửa siêu thanh có thể bay với tốc độ Mach 2 và được thiết kế để chống lại các tàu mặt nước của Hải quân Quân Giải phóng Nhân dân Trung Quốc.
Hùng Phong III sử dụng động cơ phản lực dòng thẳng với hai ống đẩy nhiên liệu rắn gắn ở hai bên tên lửa để đẩy tên lửa đến tốc độ cần thiết trước khi động cơ có thể hoạt động. Tên lửa được thiết kế không có cánh nhưng có bốn cửa hút khí để điều phối lượng khí đối lưu giúp tên lửa điều chỉnh hướng bay được dẫn đường bằng hệ thống định vị quán tính kết hợp ra đa dẫn đường chủ động khi tiến hành lao vào mục tiêu ở giai đoạn cuối. Trong giai đoạn cuối của quá trình tấn công loại tên lửa này sẽ kích hoạt một cơ chế gọi là chuyển động tự do bay không theo bất kỳ quỹ đạo nào miễn tới mục tiêu để tránh việc bị đánh chặn. Tầm hoạt động của Hùng Phong III là 300 km.

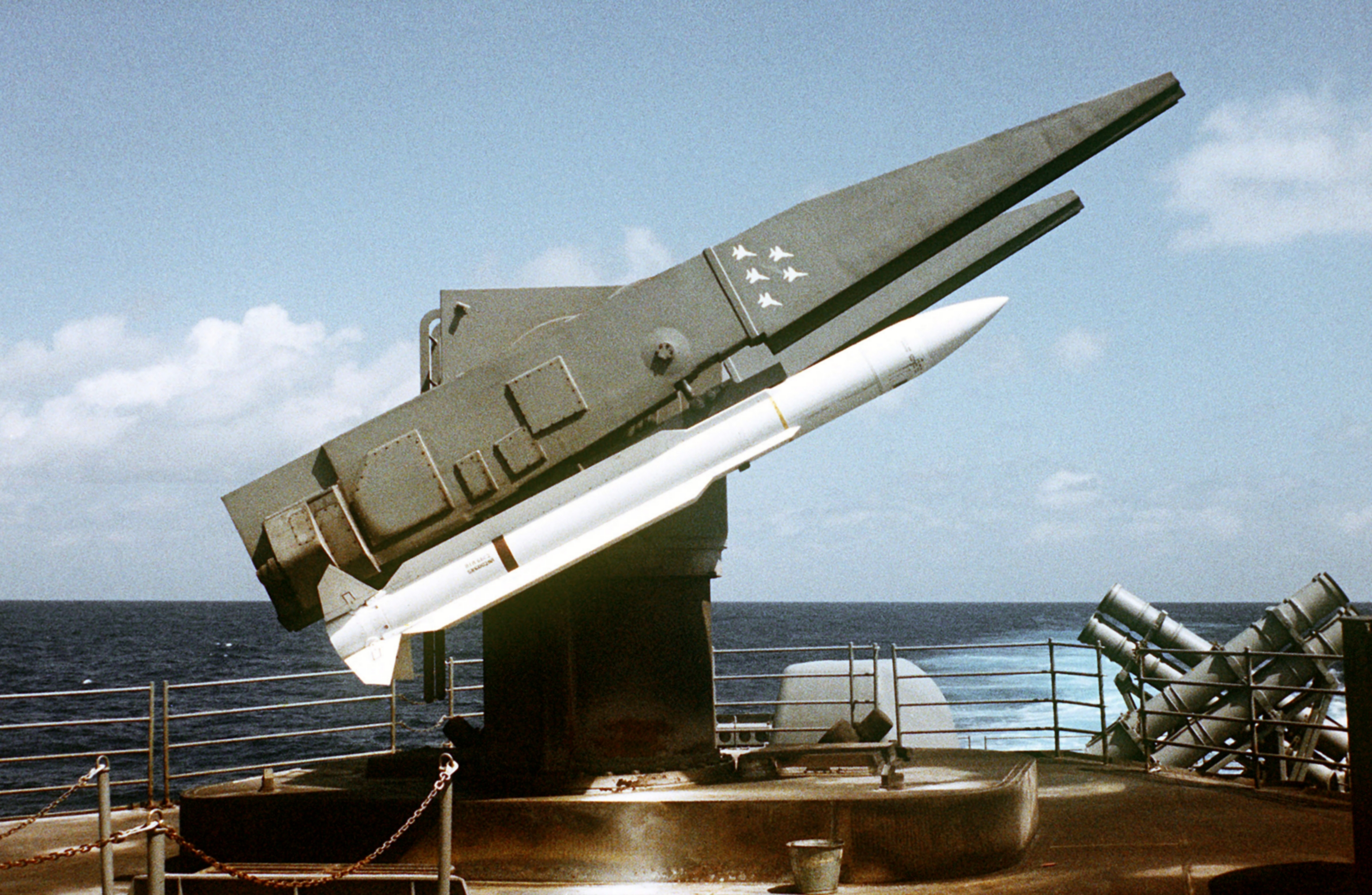
Tên lửa phòng không tầm xa RIM-66 được lắp đặt trên ray phóng đôi Mk-26.
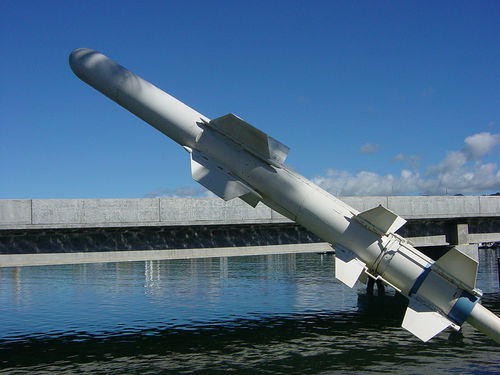
Tên lửa chống hạm RGM-84 Harpoon.
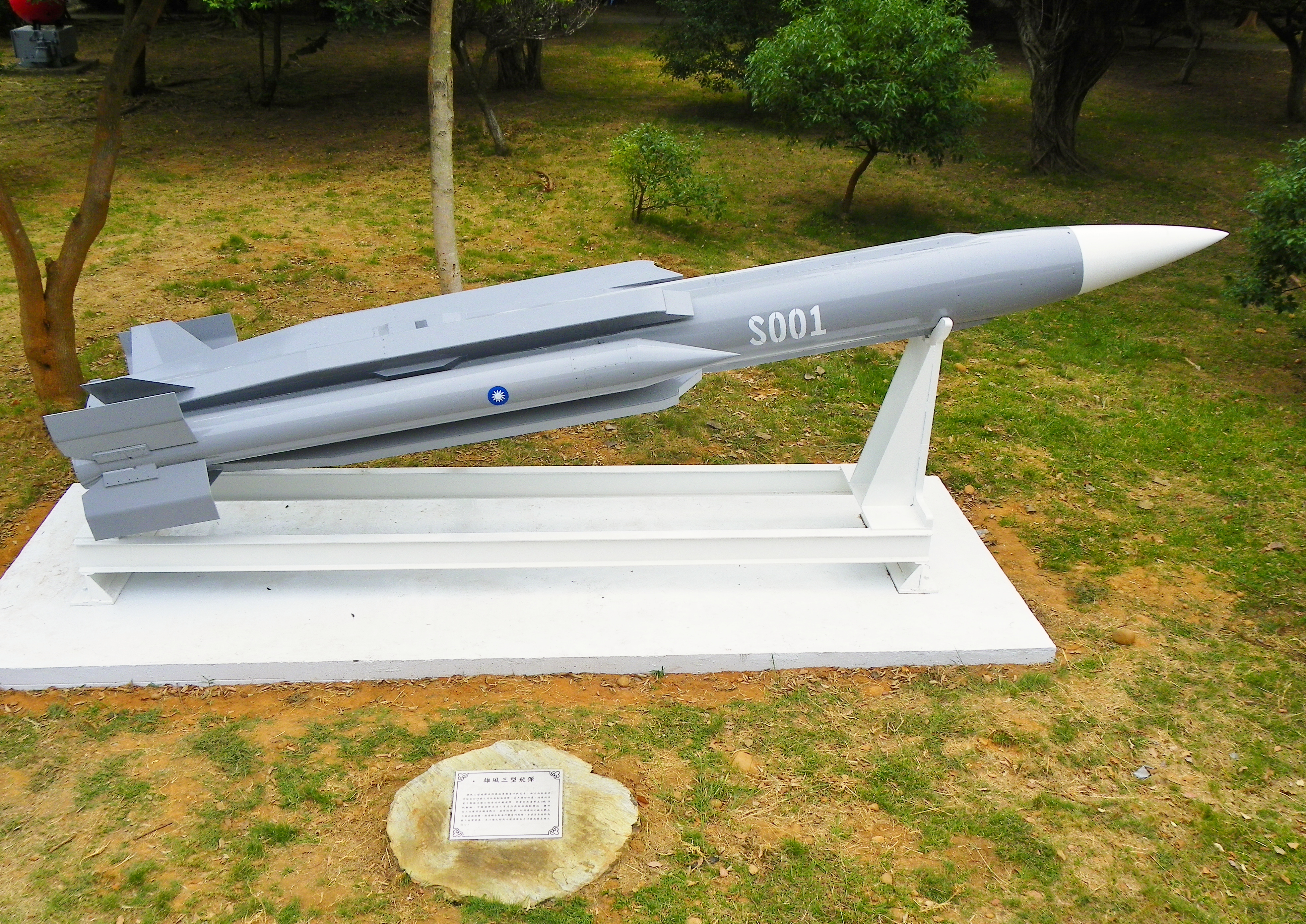
Tên lửa chống hạm Hùng Phong III.

## Pháo hạm

### Pháo hạm Mk-45 Mod 2 127mm
Tàu được trang bị hai pháo hạm tự động Mk-45 Mod 2 127mm có chiều dài nòng gấp 54 lần đường kính. Tốc độ bắn nhanh cùng với khả năng bắn nhiều loại đạn đặc biệt khiến Mk-45 mod 2 thích hợp với nhiều vai trò như tấn công tàu chiến đối phương trên mặt nước, phòng không và pháo kích bờ biển yểm trợ cho chiến dịch đổ bộ, tấn công nhanh.
Mk-45 mod 2 được trang bị bộ nạp pháo tự động sức chứa 20 viên, có thể bắn hoàn toàn tự động và thời gian nạp pháo giữa mỗi lần bắn chưa tới 1 phút. Để vận hành liên tục Mk-45 mod 2 đòi hỏi cần có 6 binh sĩ trên boong tàu (chỉ huy pháo, người điều khiển và 4 người tiếp đạn) để có thể tác chiến liên tục. Khoang chứa đạn của pháo có thể mang theo tới 680 đạn pháo cho phép tác chiến trong thời gian dài. Loại đạn dùng cho Mk-45 mod 2 có thể là loại xuyên giáp, gây cháy, văng mảnh trực tiếp và thậm chí có thể được dẫn đường để phá hủy các tên lửa chống hạm. Pháo có trọng lượng 21,6 tấn, chiều dài nòng 6,85m (tuổi thọ 8.000 phát đạn), tốc độ bắn từ 16 - 20 viên/phút, tầm bắn tối đa 24 km, lên đến 37 km với đạn tăng tầm.

### Hệ thống pháo phòng không tầm gần Mk-15 Phalanx 20mm
Tàu còn được trang bị 2 hệ thống pháo phòng không tầm gần Mk-15 Phalanx 20mm. Hệ thống pháo phòng không Mk-15 Vulcan Phalanx CIWS được phát triển bởi chi nhánh Pomona thuộc công ty General Dynamics của Mỹ từ cuối những năm 1960. Hệ thống lần đầu tiên thử nghiệm vào năm 1973, bắt đầu sản xuất hàng loạt năm 1978, đến năm 1980 được đưa vào trang bị. Hệ thống Phalanx CIWS bao gồm pháo nhiều nòng Gatling M61A1 Vulcan cùng radar điều khiển hỏa lực nằm trên một bệ xoay. Trong điều kiện chiến đấu, radar của hệ thống Phalanx CIWS sẽ rà soát bầu trời, xác định các mục tiêu và lọc ra mục tiêu nguy hiểm nhất.
Sau khi xác định được mục tiêu, radar điều khiển hỏa lực sẽ tính toán chính xác vị trí của địch để pháo 6 nòng Gatling M61A1 Vulcan, với khả năng bắn đạn đường kính 20 mm và tốc độ 4.500 viên/phút, khai hỏa. Ngoài ra, radar của hệ thống Phalanx CIWS còn sở hữu công nghệ chỉ điểm khép kín - với khả năng thực hiện nhiệm vụ tìm kiếm, phát hiện, đánh giá, khóa mục tiêu và đánh giá hiệu quả hoàn toàn tự động - khiến chúng trở nên linh hoạt trong tác chiến. Bên cạnh đó, pháo Gatling M61A1 Vulcan còn có khả năng bắn nhiều loại đạn - bao gồm đạn thông thường, đạn xuyên giáp hay đạn bọc wolfram hoặc uranium nghèo - để tăng uy lực.
Khi lọt vào tầm bắn của Phalanx CIWS, mọi mục tiêu - từ máy bay, tên lửa, bom hay đạn pháo - đều không thể thoát. Hoạt động hoàn toàn tự động dưới sự giám sát của con người, Phalanx CIWS có thể tiêu diệt mục tiêu ở khoảng cách 3,6 km. Trong một số điều kiện tác chiến, hệ thống Phalanx CIWS có thể bắn hạ các mục tiêu trên mặt nước, bao gồm các chiến hạm của đối phương. Tuy nhiên, tầm hoạt động cực ngắn khiến hệ thống Phalanx CIWS phát huy hiệu quả cao nhất với các mục tiêu trên không.

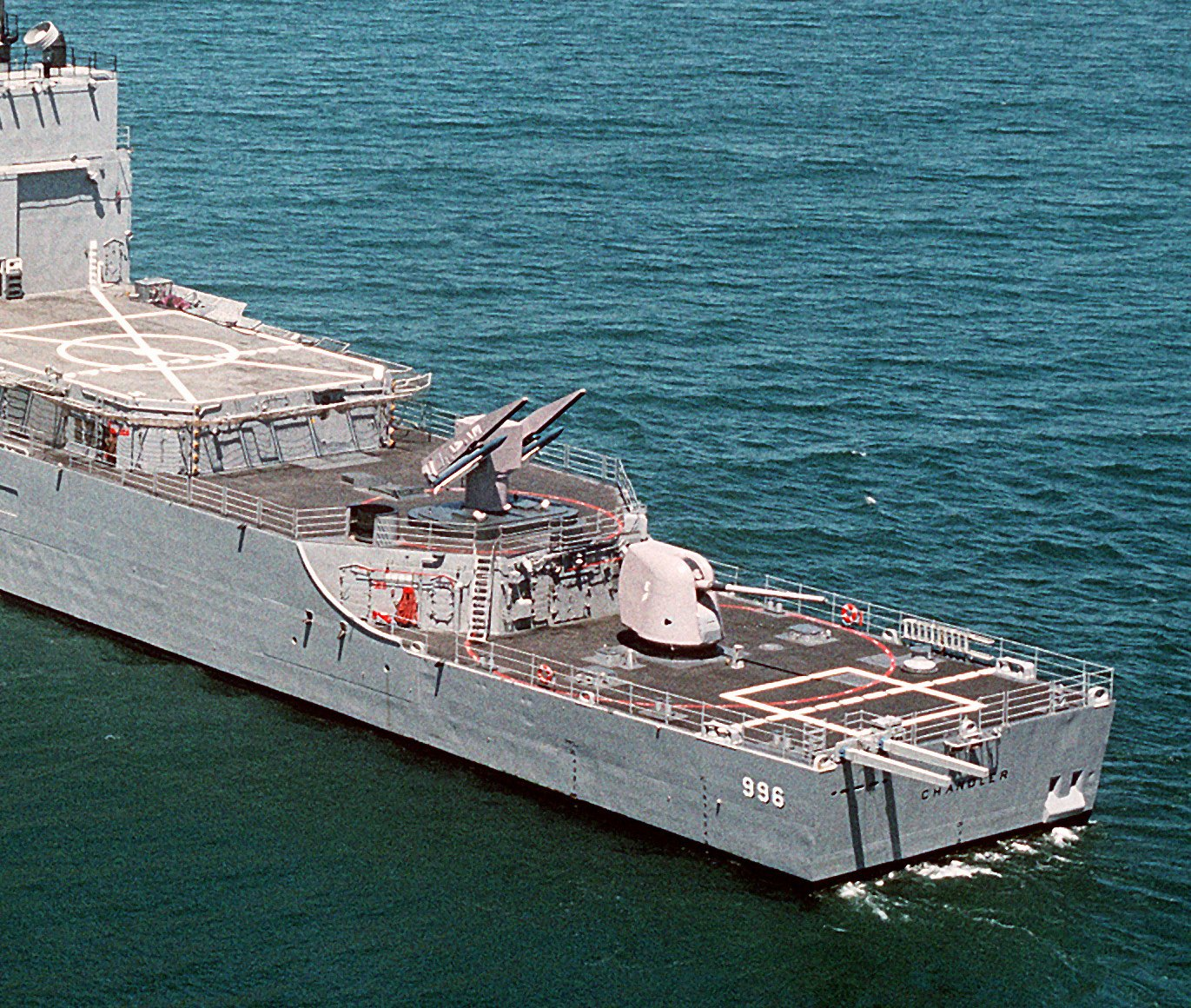
Pháo hạm Mk-45 Mod 2 127mm.
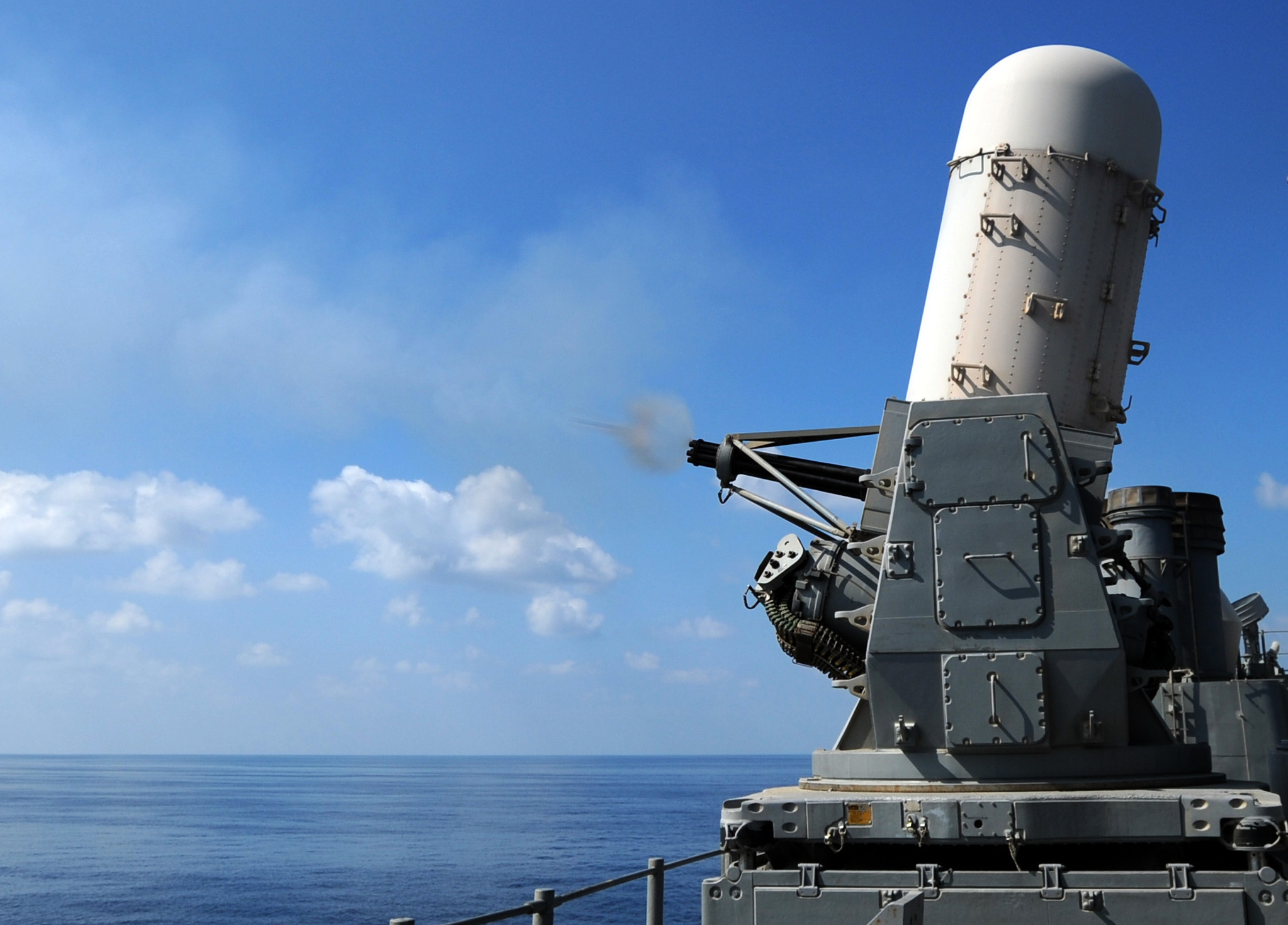
Hệ thống pháo phòng không tầm gần Mk-15 Phalanx 20mm.

## Ngư lôi

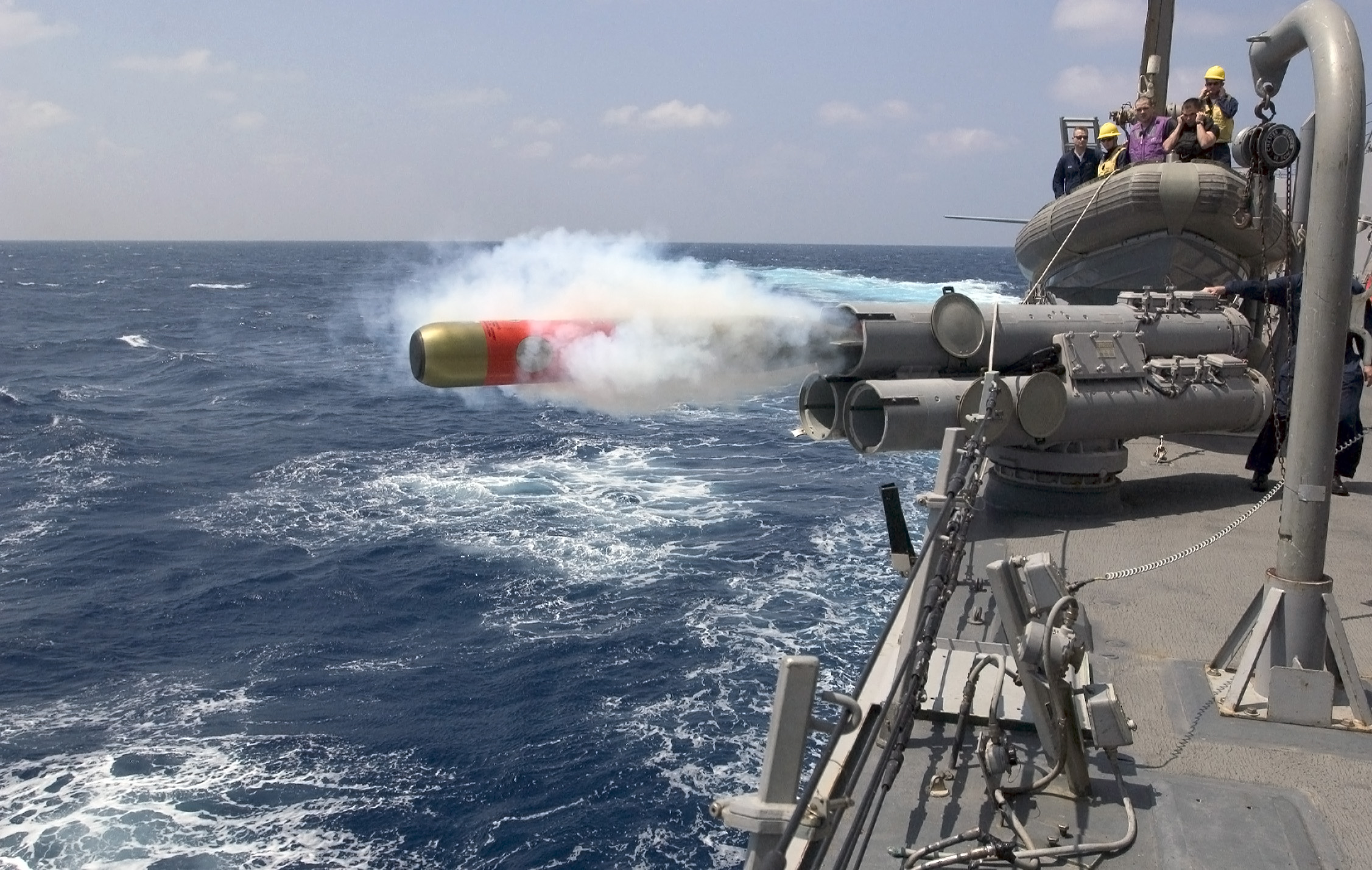
Ngư lôi Mk-46.

### Ngư lôi Mk-46
Trong tác chiến chống ngầm, tàu được trang bị 2 cụm (3 ống/cụm) ống phóng ngư lôi Mk-32 sử dụng ngư lôi hạng nặng Mk-46 (cơ số ngư lôi trên tàu là 32 quả).
Chương trình chế tạo ngư lôi Mk-46 được bắt đầu vào năm 1960 nhằm thay thế cho ngư lôi Mk-44 đã lạc hậu. Ngư lôi Mk-46 chính thức được đưa vào trang bị năm 1967. Ngư lôi Mk-46 có vỏ làm bằng hợp kim nhôm, chiều dài 2,591m, đường kính 0,324m, trọng lượng 230,4 kg, vận tốc hành trình 45 hải lý (83,4 km/h) tầm bắn 11 km, khả năng lặn sâu 455m, hệ thống dẫn đường thủy âm chủ động - thụ động, đầu đạn nổ phá PBXN-103 43,1 kg, đầu nổ tiếp xúc, động cơ phản lực nước chạy điện giúp giảm tối đa độ ồn. Nguồn năng lượng được cung cấp bởi hệ thống ắc quy điện kẽm - bạc (cung cấp năng lượng cho động cơ điện công suất 35 mã lực). Mk-46 được trang bị 2 chân vịt quay ngược nhau.
Ngư lôi Mk-46 được phóng không tái nạp bằng cách nén không khí trong 2 bộ chứa thuốc súng phía sau. Sau khi phóng, ngư lôi được thả bằng dù và bắn sau khi lao xuống nước. Sau đó, Mk-46 bắt đầu tìm kiếm mục tiêu và cơ động theo đường ốc xoắn. Hệ thống dẫn đường có khả năng phát hiện mục tiêu ở cự ly đến 595m. Sau khi phát hiện mục tiêu, ngư lôi bắt đầu lao đến mục tiêu với vận tốc rất nhanh. Trong trường hợp tấn công không thành công, hệ thống dẫn đường cho phép tiến hành tấn công lại.

### Tên lửa chống ngầm RUR-5 ASROC
Tàu còn được lắp đặt một hệ thống 8 phóng Mk-112 (tương thích với 8 tên lửa chống ngầm RUR-5 ASROC). Tên lửa chống ngầm RUR-5 ASROC do Công ty Honeywell phát triển và sản xuất từ năm 1960 và chính thức được chấp nhận đưa vào trang bị cho các tàu chiến mặt nước của Hải quân Liên bang Mỹ và đồng minh vào năm 1961. Tên lửa ASROC nặng 487 kg, dài 4,5m, đường kính 422mm. ASROC trang bị động cơ rocket nhiên liệu rắn, tầm bắn 22 km, tốc độ hành trình cận âm. Khi chiến tàu, máy bay tuần tra, trực thăng chống ngầm phát hiện tàu ngầm đối phương bằng hệ thống định vị siêu âm hoặc cảm biến thì sẽ chuyển tọa độ mục tiêu tới tàu chiến trang bị hệ thống ASROC. Từ đây, tàu mang ASROC sẽ phóng tên lửa RUR-5 mang theo ngư lôi Mk46 hoặc bom chìm hạt nhân W44 (Cơ Long không có) bay tới mục tiêu. Các dữ liệu về mục tiêu sẽ được chuyển đến cơ sở dữ liệu của tên lửa thông qua hệ thống máy tính điều khiển của tàu. Hệ thống dẫn đường quán tính được sử dụng khi bay tiếp cận vị trí của mục tiêu trong cơ sở dữ liệu. Ở một vị trí định sẵn trên quỹ đạo đường bay, ngư lôi sẽ tách khỏi tên lửa và rơi xuống biển bằng dù hãm, việc này sẽ giúp giảm thiểu tối đa âm thanh khi rơi xuống nước. Nếu không tìm thấy mục tiêu trong một khoảng thời gian tên lửa sẽ tự hủy hay nhận lệnh tự hủy từ bên ngoài.

## Hệ thống động lực
Tàu khu trục lớp Cơ Long được trang bị hệ thống động lực kết hợp tuabin khí COGAG (tức là kiểu hệ thống động cơ kết hợp 2 tuabin khí để quay một chân vịt) bao gồm: 4 động cơ tuabin khí General Electric LM2500 25.000 mã lực và 3 máy phát điện tuabin khí Allison 501K công suất 2.000 kW. Các động cơ này kết nối với nhau thông qua 3 hộp số và 2 bộ ly hợp, truyền động ra 2 chân vịt 5 lá cung cấp công suất đầu ra tổng cộng 80.000 mã lực. Sự kết hợp này giúp tiết kiệm nhiên liệu, giảm tối đa tiếng ồn khi hoạt động, đồng thời, giảm chi phí, kéo dài thời gian giữa 2 lần bảo dưỡng. 4 động cơ tuabin khí của tàu có khả năng chuyển từ trạng thái nguội sang trạng thái công suất cực đại trong vòng 15 phút. Ngoài ra, tàu còn được lắp đặt bộ tản nhiệt tiên tiến giúp giảm đối đa bức xạ hồng ngoại khi hoạt động, nâng cao khả năng tránh các biện pháp dò tìm bằng hồng ngoại của đối phương. Hệ thống động lực này giúp tàu đạt tốc độ tối đa đạt 30 hải lý/h (56 km/h) phạm vi hoạt động 6.000 hải lý, tốc độ hành trình 18 hải lý/h, tàu có khả năng hoạt động liên tục 50 ngày trên biển.
Hệ thống động lực COGAG có thời gian hoạt động tới 30.000 giờ trước khi cần đại tu. Để đảm bảo cho các động cơ này hoạt động hiệu quả, những binh sĩ kỹ thuật thuộc ROCN làm việc dưới khoang máy của tàu phải luôn túc trực 24/24 không lúc nào ngơi việc dù toàn bộ hệ thống trên tàu đều được điều khiển, kiểm soát và giám sát một cách hoàn toàn tự động.Làm việc trong môi trường có tiếng ồn lớn yêu cầu những binh sĩ ROCN làm việc trong phòng máy trên tàu luôn phải mang theo nút bịt tay để tránh thính giác của mình bị ảnh hưởng, tuy nhiên nút bịt tay này cũng chỉ hạn chế được phần nào tiếng ồn, sau một thời gian dài làm việc trong phòng máy trên tàu phần lớn các binh sĩ đều bị lãng tai dần dần.
Hầu hết trang thiết bị trên tàu kể cả trong khoang máy cũng đều được tự động hóa và điều khiển qua máy tính hoàn toàn. Hệ thống giám sát sẽ theo dõi sát sao các thông số của hệ thống động cơ, đưa ra các cảnh báo kịp thời để các binh sĩ khắc phục, trong trường hợp một trong các động cơ gặp sự cố, bộ ly hợp cho phép ngắt hoạt động của động cơ để tiến hành sửa chữa mà không ảnh hưởng đến khả năng hoạt động của tàu. Dù được tự động hóa khá nhiều, tuy nhiên công việc chính của những binh sĩ kỹ thuật lại là bảo dưỡng các thiết bị trên tàu để đảm bảo chúng hoạt động với hiệu suất cao nhất. Với một hệ thống lớn tới 4 động cơ và 30 tuabin khí, các binh sĩ kỹ thuật phục vụ trong khoang máy trên các tàu khu trục lớp Cơ Long thường ít khi được ngơi tay.
Bảo dưỡng các chi tiết nhỏ là công việc khó khăn hơn cả dù không cần phải chui rúc vào những góc nóng nực chật hẹp của khoang máy nhưng các binh bĩ kỹ thuật lại phải đảm bảo được độ chính xác cao và yêu cầu thêm cả sự khéo léo nữa. Các chi tiết nhỏ trên tàu có thể là các hệ thống cảm biến, các hệ thống chíp điều khiển của các thiết bị máy tính. . 

## Trực thăng săn ngầm

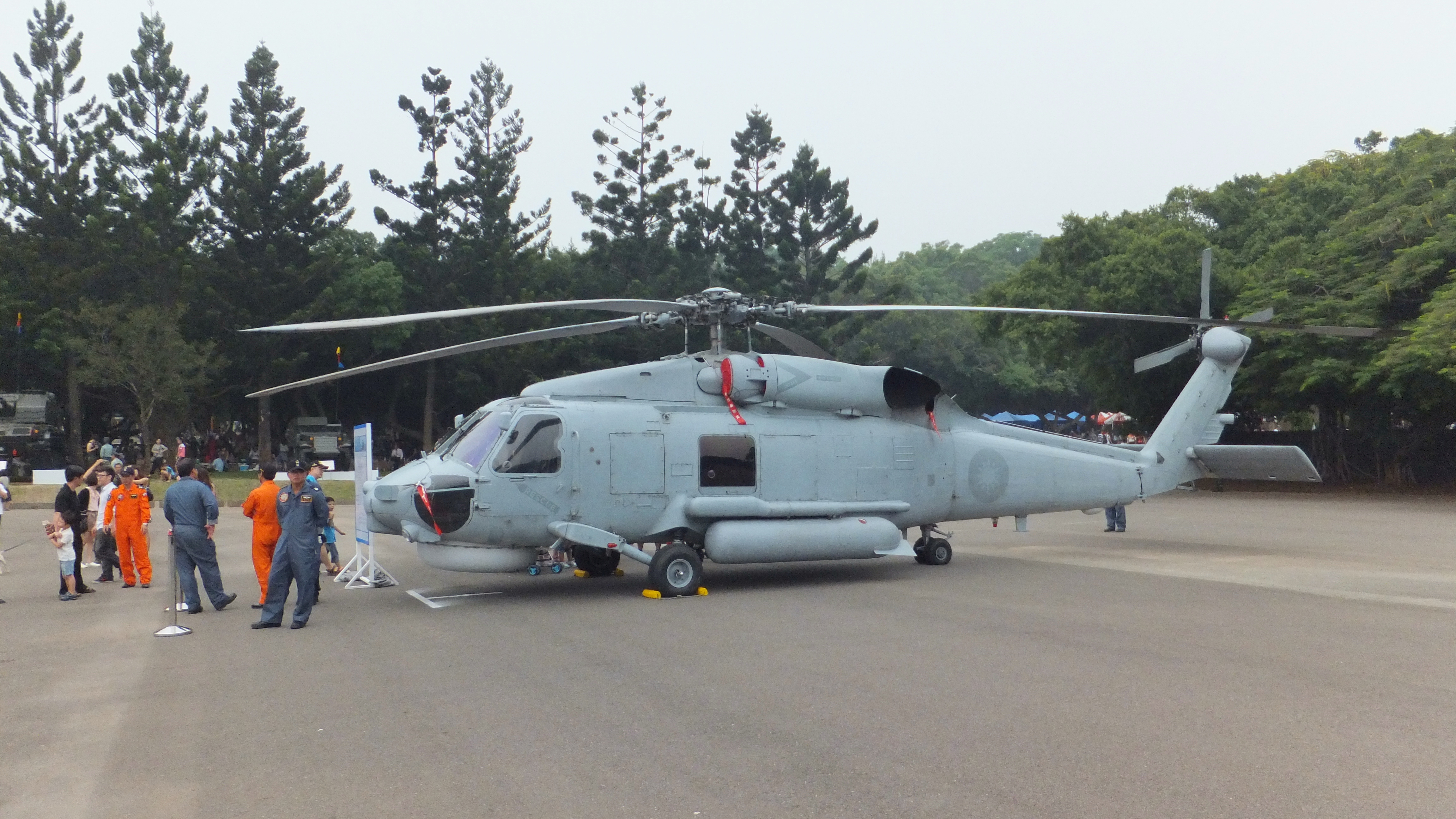
Trực thăng săn ngầm S-70C(M) Thunderhawks

Đuôi tàu có nhà chứa và sàn đáp cho hai trực thăng săn ngầm S-70C(M)-1/S-70C(M)-2 Thunderhawks. Bên trong nhà chứa trực thăng được bố trí các khu vực kỹ thuật liên quan như khoang bảo dưỡng, kho đạn và linh kiện dự trữ. S-70C Blue Hawk được phát triển bởi Tập đoàn Sikorsky (Mỹ). Blue Hawk được tích hợp radar tìm kiếm, thiết bị thả phao thủy âm, thiết bị dò tìm từ tính (để dò tàu ngầm), bộ phận xử lý tín hiệu thủy âm, thiết bị quan sát hồng ngoại. Nó có thể mang theo ngư lôi chống ngầm hạng nhẹ 324mm EURO Torp A244 hoặc Mk-46, tên lửa chống hạm tầm ngắn Penguin, tên lửa chống tăng Hellfire. Blue Hawk sử dụng 2 động cơ T700-701A do General Electric chế tạo và thùng nhiên liệu bên trong có sức chứa 1.360 lít. Tốc độ tối đa nó có thể đạt được là khoảng 361 km/h và tầm bay gần 600 km.